# Mario Austin
Mario Trevon Austin (ur. 26 lutego 1982 w Livingston) – amerykański koszykarz, występujący obecnie na pozycjach silnego skrzydłowego lub środkowego.
W 2000 wystąpił w meczu gwiazd amerykańskich szkół średnich – McDonald’s All-American. Został też zaliczony do II składu Parade All-American i USA Today's All-USA.
W 2003–2005 reprezentował Chicago Bulls podczas rozgrywek letniej ligi NBA.
31 sierpnia 2007 podpisał umowę z włoskim Benettonem Treviso. 17 lipca 2008 został zawodnikiem tureckiego Beşiktaş Cola Turka.
3 lutego 2015 zawarł kontrakt z kosowskim BK Peja.

## Osiągnięcia
Na podstawie, o ile nie zaznaczono inaczej.

### NCAA
- Uczestnik rozgrywek:
  - II rundy turnieju NCAA (2002)
  - turnieju NCAA (2002, 2003)
- Mistrz turnieju konferencji Southeastern (SEC – 2002)
- MVP turnieju konferencji SEC (2002)[7]
- Zaliczony do:
  - I składu:
    - SEC (2003)
    - turnieju SEC (2002)

  - II składu SEC (2002)
  - honorable mention NCAA (2003 przez Associated Press)
- Lider SEC w liczbie:
  - zdobytych punktów (565 – 2002)
  - celnych rzutów za 2 punkty (208 – 2002)

### Drużynowe
- Wicemistrz:
  - WBA (2004)
  - Izraela (2006, 2007)
- Zdobywca pucharu Izraela (2007)
- Finalista superpucharu Włoch (2007)
- 4. miejsce w Pucharze ULEB (2006)

### Indywidualne
- MVP:
  - pucharu ULEB Cup (2006)
  - WBA (2004)
  - kolejki ULEB Cup (7 – 2005/2006, 13, 1. meczu ćwierćfinałów[8] – 2006/2007)
- Zaliczony do I składu ligi:
  - ligi izraelskiej (2006, 2007)
  - WBA (2004)
- Uczestnik meczu gwiazd ligi włoskiej (2005)
- Lider w:
  - średniej punktów WBA (2004)
  - zbiórkach:
    - Eurocup (9,4 – 2006)
    - WBA (2004)